# Samarbejdspartiet
De Samenwerkingspartij (Deens: Samarbejdspartiet, Groenlands: Suleqatigiissitsisut) is een Groenlandse sociaal-liberale partij opgericht door Michael Rosing en Tillie Martinussen.
Ze pleiten voor economische liberalisering en privatisering van de grote overheidsbedrijven die de economie domineren.
De Samenwerkingspartij is voorstander van meer samenwerking binnen het Deense koninkrijk, meer immigratie naar Groenland en betere integratie en assimilatie van immigranten en minderheden. Een andere prioriteit voor de partij is meer steun voor kwetsbare mensen in de samenleving, met name seksueel misbruikte kinderen en jongeren.
Beide oprichters zijn voormalige leden van Demokraatit.
De partij deed mee aan de verkiezingen in 2018 voor de Inatsisartut en won een zetel met 1.193 stemmen. In de verkiezingen in 2021 verloor de partij haar enige zetel.